# 音声資料
音声資料（おんせいしりょう）とは、レコードやカセットテープ、CDなどの媒体に録音され再生可能な資料のことである。

## 歴史資料としての特質
歴史資料としては、歌謡や音楽、政治家の演説、インタビュー、ラジオ報道など近現代史の一次資料（実物又は現象に関する資料）となるほか、前近代史においても専門家の入念な考証のうえで再現された古楽器演奏や古い歌謡、古典芸能などはしばしば貴重な二次資料（加工された資料）となる。ただし、加工された資料はしばしば制作者側の恣意や作為が入り込むことがあるので、その点は注意しなければならない。なお、歴史地理教育においては、国歌や民族音楽、宗教音楽、読経や信仰告白などの宗教行為、視聴覚資料として歴史理解や地誌の理解に大きな手助けとなることが多い。
特に音声資料ならではと思われる資料としては、現存する火縄銃の発射音やロンドン科学博物館所蔵のジェームズ・ワットの改良蒸気機関を実際に動かしたときに発生する音などの録音資料などがある。これらは言語化されにくい資料であり、音声資料としての特性がとくに活かされる。
国立国会図書館では、20世紀前半のさまざまなジャンルのSPレコードなどに録音された音源について、そのデジタル化を進め、インターネット上で公開している。

## 歴史地理教育への活用
- Microsoft Encarta百科事典には膨大な音声データがある。
- 山川出版社より『音の日本史』『音の世界史』『音の地理』（各CD3枚付）が出版されている。

### CD・書籍
- 山川出版社マルチメディア研究会 監修『音の日本史』（NHKサービスセンター/山川出版社、2001.3、ISBN 4-634-98690-6）
- 山川出版社マルチメディア研究会 監修『音の世界史』（NHKサービスセンター/山川出版社、2000.6、ISBN 4-634-98700-7）
- 清水幸男 著『音の地理』（NHKサービスセンター/山川出版社、2001.5 ISBN 4634986809）

## その他
音声資料はまた、外国語学、国語学、言語学、方言学、工学（とくに音響工学）、音楽、動物学、声紋学などにおいては欠くことのできない基礎資料となっている。